# ناصر الجعمي
ناصر مطلق هزاع الحمد الجعمي الرشيدي مواليد دولة الكويت (1930 -5 نوفمبر 1995)، نائب سابق في مجلس الأمة الكويتي، في الفصل التشريعي الثالث عام (1971) عن الدائرة الرابعة - الشامية - وحصل على المركز الأول ب (1131) صوت، وفاز بالانتخابات.

## السيرة
كان ممن ساهم بتأسيس نادي التضامن (الكويت)⁩ في عام 1965 وترأس النادي من 1965 إلى 1975، كما شارك بتأسيس جمعية الفروانية التعاونية عام 1969، ومثل الشعب في ⁧مجلس الأمة⁩ عام 1975، أصيب بشلل جزئي أثناء عضويته بمجلس الأمة عام 1976 وتعايش مع مرضه ومارس حياته السياسية، واستمر معه مرض الشلل إلى أن توفاه الله عام 1995.